# Borne milliaire de Saint-Germain
La borne milliaire de Saint-Germain est une borne milliaire située en France sur la commune de Saint-Germain, dans le département de l'Ardèche en région Rhône-Alpes.
Elle fait l'objet d'une inscription au titre des monuments historiques depuis le 8 octobre 1935.

## Localisation
La borne est située sur la commune de Saint-Germain.

## Historique
La borne est inscrite au titre des monuments historiques en 1935.